# جرح الزمن (مسلسل)
جرح الزمن، مسلسل اجتماعي درامي كويتي من إنتاج تلفزيون الكويت عرض لأول مرة في 16 نوفمبر 2001 – 1 رمضان 1422 هـ وهو من بطولة حياة الفهد وإخراج المخرج السعودي عامر الحمود.

## طاقم التمثيل
| الممثل          | الشخصية                |
| --------------- | ---------------------- |
| حياة الفهد      | مريم (ام خالد)         |
| إبراهيم الصلال  | راشد الراهي (أبو خالد) |
| زهرة الخرجي     | نوال                   |
| أحمد السلمان    | سلطان                  |
| عبد العزيز جاسم | عيسى                   |
| لطيفة المجرن    | أم سلطان               |
| منى شداد        | فايزة                  |
| حمد ناصر        | خليل                   |
| مشاري البلام    | مبارك                  |
| عبير الجندي     | سلوى                   |
| عبير أحمد       | منى                    |
| أحمد إيراج      | إبراهيم                |
| أمل عباس        | نجاة                   |
| يعقوب عبد الله  | جاسم                   |
| محمد الصيرفي    | خالد                   |
| شيماء علي       | هنادي                  |
| محمد الشعيبي    | نواف                   |
| أسماء           | منال                   |